# Mbabane
Mbabane  er hovedstaden i Swaziland. Der bor ca. 95.000 i byen (2010). Byen, som ligger i Mdimba-bjergene, er landets administrative og økonomiske centrum, og tin og jern udvindes i området.
Mbabane blev grundlagt af briterne i 1902 efter den anden boerkrig og blev protektoratets administrationscentrum i 1903. Byen er opkaldt efter høvdingen Mbabane Kunene, hvis klan på det tidspunkt boede i dette område.
Der er en del turisme i området og den gennemsnitlige temperatur er 15 °C i juli og 22 °C i januar.